# Stadtwerke Raunheim
Die Stadtwerke Raunheim sind ein Eigenbetrieb der Stadt Raunheim im Kreis Groß-Gerau in Hessen.

## Geschichte
Die Stadtwerke Raunheim sind hervorgegangen aus dem Eigenbetrieb Wasserver- und -entsorgung. Heute sind sie ein Eigenbetrieb mit einer sehr breit gestreuten Aufgabenstellung und Produktpalette. Die vielfältigen Arbeiten und Angebote der kommunalen Daseinsvorsorge werden von einem kompakten Mitarbeiterteam geleistet. 2002 übertrug die Stadt den Stadtwerken die Zuständigkeit für den Raunheimer Friedhof und die Friedhofsverwaltung, 2003 kam die Gebäudeunterhaltung aller städtischen Immobilien hinzu. 2014 wurde eine Service-Einheit Rechnungswesen gegründet und 2016 wurde ein Teil der Aufgaben, nämlich die Abfallbeseitigung, Straßenreinigung, der Bau- und Betriebshof sowie die Grünpflege an die gemeinsam mit Rüsselsheim gegründete AöR Städteservice Raunheim-Rüsselsheim ausgegliedert.

## Wasser
Die Stadtwerke Raunheim versorgen die 14.900 Einwohner, 16 große Gewerbe- und Industriebetriebe, weitere Unternehmen und Einrichtungen in Raunheim mit Trinkwasser. Die Stadtwerke beziehen das Trinkwasser von der hessenwasser (Groß-Gerau) und den Stadtwerken Mainz. Neben der täglichen Wasserlieferung unterhalten die Stadtwerke Raunheim das 47 Kilometer lange Versorgungsnetz. Das Versorgungsgebiet umfasst 12,6 Quadratkilometer. Das Trinkwasser ist hart (vormals Härtebereich 3) und hat einen Härtegrad von mehr als 14 °dH (Grad deutscher Härte).

## Abwasser
Die Stadtwerke Raunheim sind für die Sammlung und Ableitung des Schmutz-, Misch- und Niederschlagswassers der Stadt Raunheim zuständig. Die Behandlung des Schmutz- und Mischwassers erfolgt in der Kläranlage, die vom Abwasserverband Rüsselsheim/Raunheim betrieben wird. Neben dem Betrieb, Wartung und Unterhaltung des Kanalnetzes einschließlich der Sonderbauwerke (Pumpstationen, Rückhaltebecken, Regenwasserbehandlungsanlagen, Regenüberläufe) sind die Stadtwerke auch für Sanierung und Erneuerung der Kanäle und der Sonderbauwerke zuständig. Das Kanalnetz hat eine Länge von circa 60 Kilometer. Die Sonderbauwerke umfassen vierzehn Pumpstationen, fünf Regenüberlaufbecken, zwei Rückhaltebecken bzw. Stauraumkanäle und vier Regenwasserbehandlungsanlagen.

## Schwimmbäder und Sport- und Freizeitanlagen
Die Stadtwerke Raunheim betreiben und unterhalten ein Hallenbad, den Raunheimer Waldsee, eine Turnhalle und einen Sportpark. 
Das Hallenbad wird hauptsächlich von Schulen und Vereinen zur Schwimmausbildung genutzt. Zwischen Oktober und April ist es an Wochenenden auch für den allgemeinen Badebetrieb geöffnet.
Der Raunheimer Waldsee ist ein weitläufiges Naturstrandbad mit abgetrennten Nichtschwimmer- und Schwimmerbereich sowie einem Surfbereich. Der See ist circa 8 Hektar groß. Die leicht geneigte Liegefläche (2,1 Hektar) mit Sandstrand bietet problemlosen Zugang zum Wasser. Vom normalen Badebetrieb abgetrennt ist ein FKK-Gelände. Das Naturstrandbad ist ausgestattet mit Kiosk, Grillplatz, Ballspielwiese, Beachvolleyballfeld und Kinderspielgeräten. Neben der Wachstation befindet sich ein Umkleidegebäude mit Sanitäranlagen.
Die Turnhalle wird vorwiegend von Schulen und Vereinen genutzt. Es werden dort jedoch auch Ausstellungen veranstaltet.
Der Sportpark Raunheim umfasst zwei Rasen- und zwei Hartplätze, 400 Meter Kunststofflaufbahn, Hochsprung-, Stabhochsprung-, Hammerwurf-, Kugelstoß- und Weitsprunganlage. Drei Sportplätze sind mit Flutlichtanlagen ausgestattet.

## Friedhofs- und Bestattungswesen
Seit dem 1. Januar 2002 sind die Stadtwerke für alle mit dem Friedhofs- und Bestattungswesen einhergehenden Aufgaben zuständig. Dazu gehören neben der Friedhofsverwaltung auch die Unterhaltung und der Betrieb des Raunheimer Friedhofs einschließlich der gärtnerischen Pflege der Friedhofsanlagen. 